# The Breeze: An Appreciation of JJ Cale
The Breeze: An Appreciation of JJ Cale – dwudziesty drugi autorski album brytyjskiego muzyka blues-rockowego Erica Claptona, wydany 29 lipca 2014 przez Universal Music. Został nagrany z udziałem licznych gości (m.in.: Mark Knopfler, Willie Nelson, Tom Petty, John Mayer, Don White), aby złożyć hołd wybitnemu muzykowi J.J. Cale'owi. Płyta to 16 kompozycji nieżyjącego muzyka. Tytuł albumu został zaczerpnięty od singla "Call Me the Breeze" z 1972 r. Ten utwór w wykonaniu Claptona otwiera płytę i został wybrany na singel promocyjny.
Album uzyskał w Polsce status platynowej płyty.

## Lista utworów
1. Call Me the Breeze (śpiew: Eric Clapton)
2. Rock & Roll Records (śpiew: Eric Clapton & Tom Petty)
3. Someday (śpiew: Mark Knopfler)
4. Lies (śpiew: John Mayer & Eric Clapton)
5. Sensitive Kind (śpiew: Don White)
6. Cajun Moon (śpiew: Eric Clapton)
7. Magnolia (śpiew: John Mayer)
8. I Got the Same Old Blues (śpiew: Tom Petty & Eric Clapton)
9. Songbird (śpiew: Willie Nelson & Eric Clapton)
10. Since You Said Goodbye (śpiew: Eric Clapton)
11. I'll Be There (If You Ever Want Me) (śpiew: Don White & Eric Clapton)
12. The Old Man & Me (śpiew: Tom Petty)
13. Train to Nowhere (śpiew: Don White, Mark Knopfler & Eric Clapton)
14. Starbound (śpiew: Willie Nelson)
15. Don't Wait (śpiew: Eric Clapton & John Mayer)
16. Crying Eyes (śpiew: Eric Clapton & Christine Lakelan)